# North American XF-108 Rapier
North American XF-108 «Рапира» — опытный высокоскоростной перехватчик. Был спроектирован компанией North American для защиты от советских стратегических бомбардировщиков. Крейсерская скорость перехватчика должна была быть около M=3 (3,240 км/ч) и расстояние полёта без дозаправки 1,900 километров. Был оборудован радаром и ракетами для обнаружения и поражения целей на расстояниях до 160 километров.
Чтобы ограничить затраты на разработку, программа вела разработку двигателей вместе с программой стратегического бомбардировщика North American XB-70 Valkyrie и использовала ряд элементов более ранних проектов перехватчиков. Был построен только деревянный макет, поскольку программа была отменена в 1959 году из-за нехватки средств и выбора СССР баллистических ракет в качестве основного средства ядерного нападения. Если бы он был построен, F-108 был бы самым тяжёлым истребителем-перехватчиком своего времени.
До отмены проекта президент Соединенных Штатов Дуайт Эйзенхауэр отметил, что принятие на вооружение перехватчика F-108 стоило бы $4 млрд налогоплательщикам США.

## Разработка
В начале 1950-х годов ВВС США сообщили о необходимости высокоскоростного дальнего перехватчика. 20 июля 1955 года было официально объявлено о формальном развитии того, что стало известно как Long Range Interceptor, Experimental (LRI-X), запланированный как замена F-102 Delta Dagger / F-106 Delta Dart. Условия были установлены 6 октября 1955 года, требуя перехватчик, который мог летать на высоте 60 000 футов (18 000 м) со скоростью в 1,7 Махов (1.122 м/ч) (1.806 км/ч) с дальностью 1000 миль (1600 км). Он должен был иметь экипаж из двух человек и, по крайней мере, два двигателя. Ещё одно условие заключалось в том, что будет установлена интегрированная система управления огнём, позволяющая перехватить бомбардировщик на расстоянии 60 морских миль (110 км) и возможность уничтожения трёх целей во время одной миссии.
Из восьми заинтересованных компаний контракты на предварительные исследования были выданы North American Aviation, Lockheed и Northrop 11 октября 1955 года, через пять дней после выпуска спецификации. Из бумажных проектов предложение North American, получившее название «NA-236», показалось наиболее перспективным. NA-236 поделился некоторыми сходствами с XF-108, хотя наиболее очевидными отличиями были добавления двух «плавничков» на среднем поле горизонтальных стабилизаторов и «утки». Политические и бюджетные трудности привели к отмене программы 9 мая 1956 года.
После значительной путаницы программа была восстановлена 11 апреля 1957 года, когда контракт North American был подписан на два прототипа. Было выпущено обозначение XF-108, также известное как «Weapon System 202A» (WS-202A). Название проекта в компании в North American было «NA-257», хотя оно было в основном идентичным NA-236. В то время командование ПВО ожидало порядка 480 самолетов.
Финальный дизайн прошел через значительную эволюцию благодаря своей передовой технологии и постоянному переопределению требований ВВС США. Ранние изменения заметно отличались «утками», с длиной 19 футов 10 дюймов (6,04 м) и разверткой крыла в 53,5°. Самолет в этой конфигурации имел бы максимальный взлетный вес 99 400 фунтов (45 088 кг) с рабочим потолком 72 550 футов (22 113 м). В дополнение к роли перехватчика XF-108, в North American предложили его в качестве эскорт-истребителя для своего собственного прототипа бомбардировщика XB-70 Valkyire. Общее между бомбардировщиком XB-70 и перехватчиком XF-108 включало в себя спасательную капсулу и двигатели General Electric YJ93. Другая роль рассматривалась для того, чтобы XF-108 являлся «зазорными заполнителями» для Системы Дистанционного Оповещения (DEW); из-за его большой скорости XF-108 мог сканировать до 278 000 квадратных миль (720 000 км2) в час.
С сентября 1958 года были осуществлены существенные технические и конструкторские изменения; однако в SAC потеряли интерес к концепции эскорт-истребителей. Чтобы сопровождать XB-70 до цели и обратно, XF-108 в своей первоначальной концепции имел бы в лучшем случае незначительный диапазон. 30 декабря 1958 года количество самолетов опытной серии YF-108A по заказу было сокращено с 31 до 20 испытательных самолетов, а первый испытательный полет был отложен с февраля по апрель 1961. Окончательный дизайн, который был построен как полноразмерный макет XF-108, был показан офицерам ВВС 17-20 января 1959 года. 15 мая 1959 года проекту было присвоено имя «Рапира», после того, как командование ПВО провело конкурс среди пилотов.

## Отмена
Даже когда у программы XF-108 был большой прогресс, были признаки, которые могли привести к его возможной отмене. Неопределенные угрозы советского бомбардировщика, подавляющая тенденция к наступательным и оборонительным ядерным ракетам в конце 1950-х — начале 1960-х годов, а также рост затрат способствовали отмене проекта XF-108. Отмена была объявлена 23 сентября 1959 года. В North American продолжали совершенствовать проект до 1960 года в надежде на то, что программа может быть восстановлена. Несмотря на дополнительные деньги и время, потраченные на «Рапиру», это было не совсем напрасно; Ударный бомбардировщик North American A-5 Vigilante, разработанный для военно-морского флота США, который впоследствии был модифицирован на разведывательный самолет морского базирования, сохранил конструкцию фюзеляжа, оружия и систем «Рапиры». Во многих отношениях Vigilante можно рассматривать как успешное применение принципов дизайна «Рапиры» в сверхзвуковом дизайне для скоростей в 2 Маха.
Hughes Aircraft продолжила разработку усовершенствованной системы управления огнем и ракеты GAR-9. Разработка радаров и ракет XF-108 была продолжена USAF, и система в конечном итоге использовалась в программе Lockheed YF-12. Окончательная конфигурация задней кабины в YF-12A выглядела аналогично конфигурации XF-108, поскольку она включала в себя те же дисплеи и элементы управления, которые необходимы для системы управления огнем Hughes AN / ASG-18.